# Pfarrkirche Erdberg (Wien)

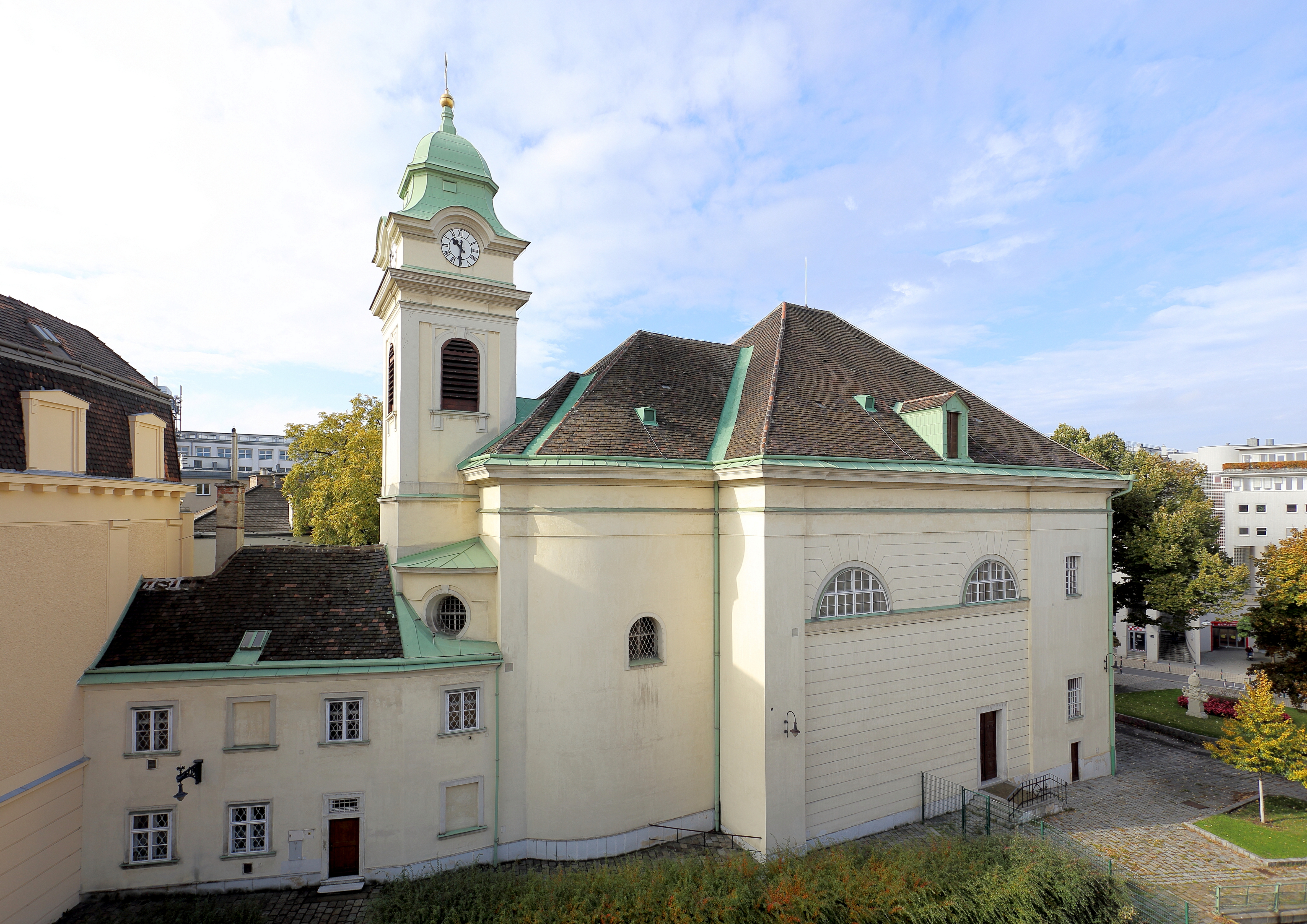
Nordostansicht der Erdberger Pfarrkirche

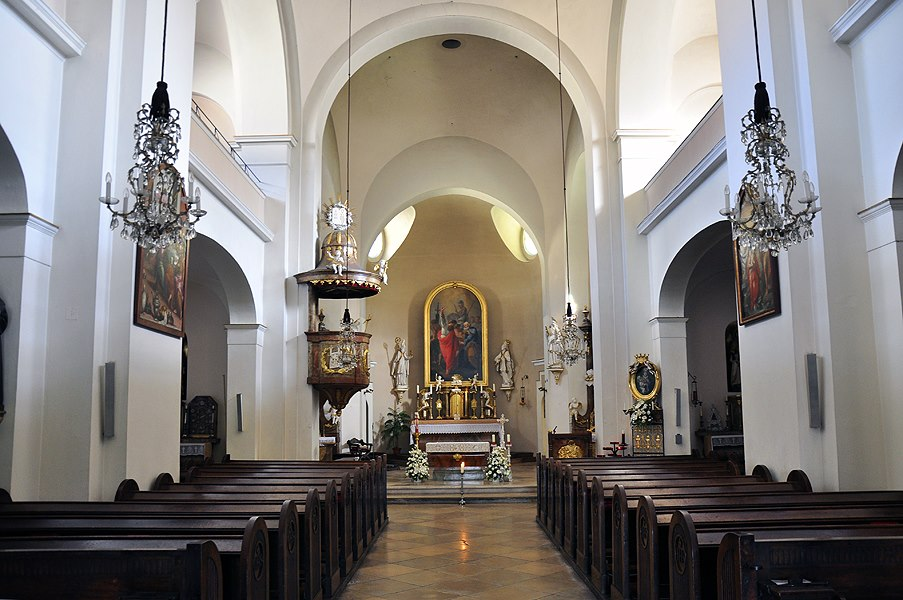
Innenansicht der Pfarrkirche

Die Pfarrkirche Erdberg ist eine römisch-katholische Pfarrkirche im Bezirksteil Erdberg des 3. Wiener Gemeindebezirks Landstraße. Im Volksmund wird die Kirche zur besseren Differenzierung von der Pfarrkirche Neuerdberg auch Pfarrkirche Alt-Erdberg genannt. Die Pfarre liegt im Dekanat 3 des zur Erzdiözese Wien gehörenden Vikariates Wien Stadt. Sie wurde in den Jahren 1700 bis 1723 im barock-klassizistischen Stil errichtet und ist den Heiligen Petrus und Paulus geweiht. Das Bauwerk steht unter Denkmalschutz.

## Lagebeschreibung
Die Kirche steht erhöht über der Einmündung der Apostelgasse in die Erdbergstraße. An dieser Stelle befand sich früher das Ortszentrum der Ortschaft Erdberg.

## Geschichte
Bereits 1234 soll sich an der Stelle der heutigen Kirche eine kleine Kapelle befunden haben, die erste urkundliche Erwähnung erfolgte jedoch erst 1333. Im Zuge von Grundstücksstiftungen und Besitzaufzählungen wird die Kapelle in der darauffolgenden Zeit häufiger erwähnt. 
Am 7. August 1700 wurde der Grundstein für den Neubau der während der Zweiten Türkenbelagerung (1683) zerstörten Kapelle gelegt. Der Bau, der ursprünglich nur als Totenkapelle für den umgebenden Friedhof gedacht war, wurde um 1723 den heiligen Aposteln Petrus und Paulus geweiht. Auf Wunsch der Bevölkerung durfte hier jedoch die Sterbekommunion aufbewahrt werden. 1726 wurde ein Antrag auf einen eigenen Pfarrer gestellt. Im selben Jahr wurde der heutige Hochaltar fertiggestellt. Die Fassade der Kirche mit den beiden am oberen Ende der Portaltreppe stehenden Apostelfiguren wurde 1735 errichtet. 1749 bekam das Bauwerk ein neues Dach.
1770 wurde die kleine Kapelle erweitert, dabei entstand der heute noch bestehende Trikonchenchor mit dem Kirchturm. 1782 wurde der Friedhof aufgelassen, der die Kirche umgab. Im Jahr darauf wurde die kleine Kapelle zur Pfarrkirche erhoben. Die Kirche wurde 1809 ausgemalt und 1810 wurde ein neues Hochaltarbild von Georg Schelling gestiftet, dass den „Abschied der Apostel Petrus und Paulus“ darstellt. Um 1826 gab es Verhandlungen zur Vergrößerung der Kirche, die meisten Pläne wurden aufgrund der hohen Kosten jedoch verworfen. Die Bewilligung zur Vergrößerung der Kirche wurde am 22. Dezember 1831 erteilt, am 12. Juni des Folgejahres wurde bereits mit den Arbeiten unter der Leitung des Baumeisters Karl Brandtner und Mitarbeit des Baumeisters Josef Klee begonnen. Ursprünglich war geplant, das Presbyterium nicht zu verändern, aufgrund von Abmessungsfehlern musste das Gewölbe jedoch angehoben werden. Die Kirchweihe, des heute bestehenden Gebäudes erfolgte am 15. September 1833. 1849 wurde der Dachstuhl des Kirchturmes erneuert. Im Jahr darauf wurden durch Baumeister Josef Kastan südlich der Sakristei drei ebenerdige Räume angebaut. 1887 wurde die ursprüngliche geradeläufige Stiege beim Haupteingang zu einer Portaltreppe ausgebaut.
Die Kirche wurde mehrmalig restauriert, etwa 1926 oder zuletzt in den Jahren 1985 und 1986.

## Baubeschreibung

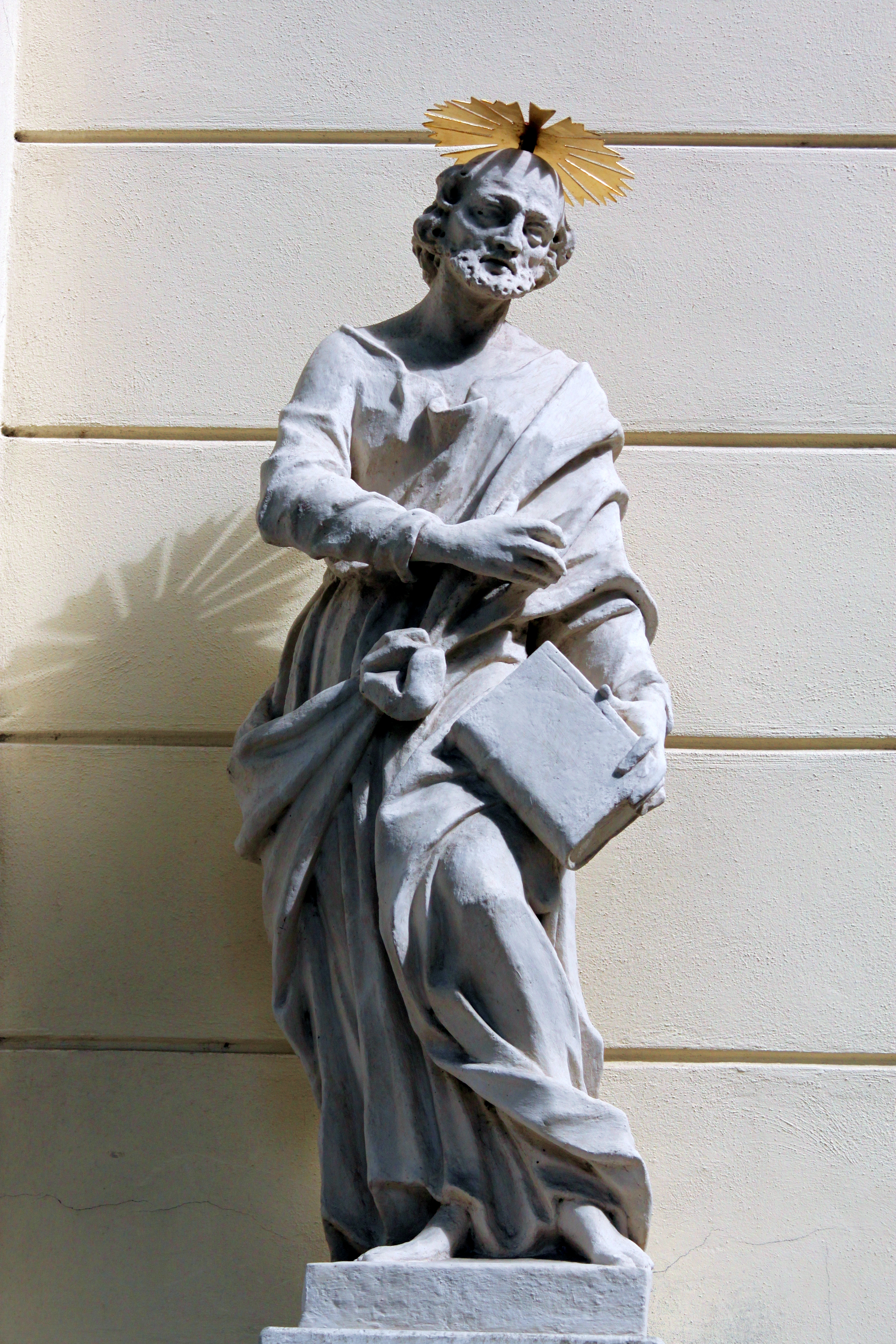
Heiliger Petrus

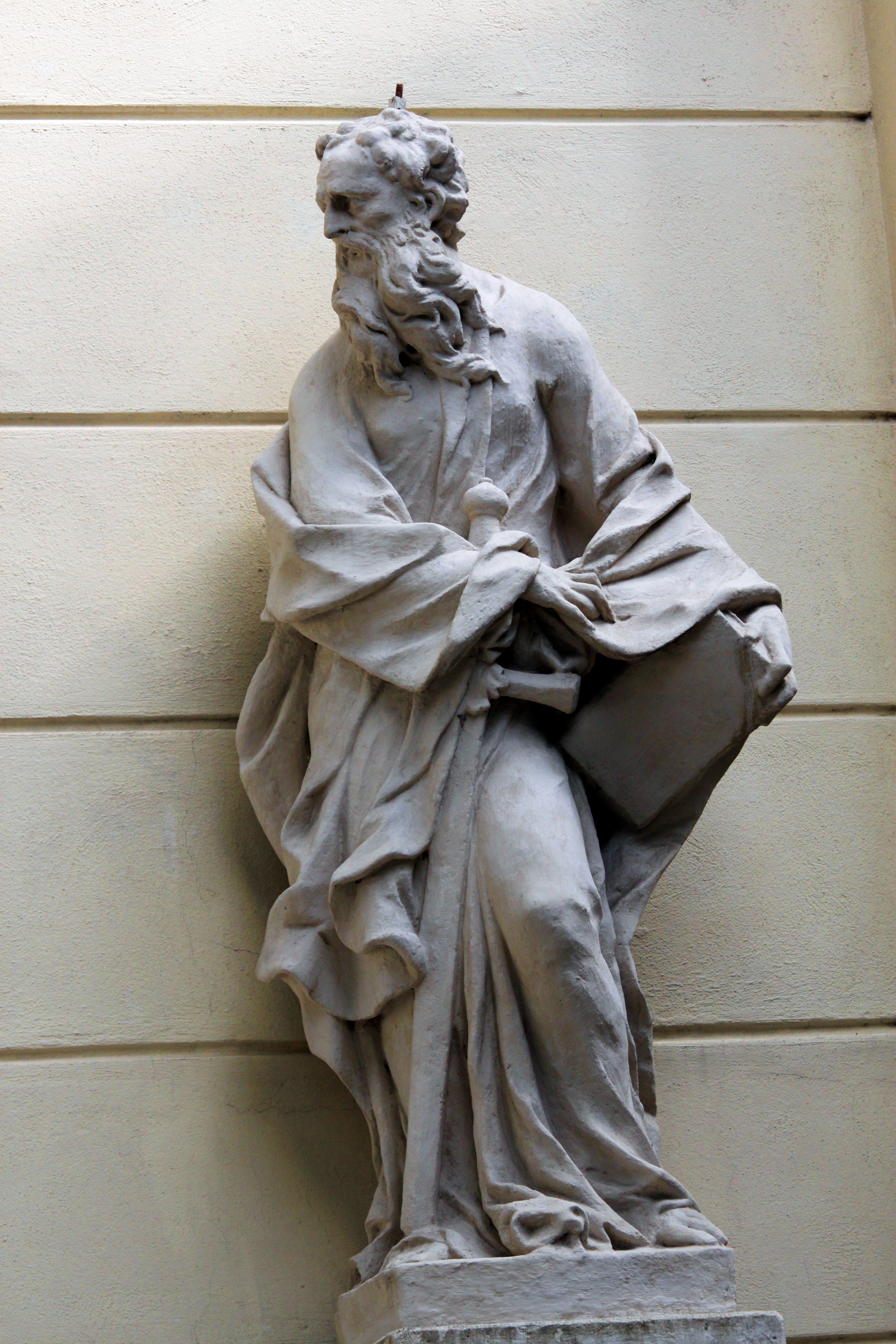
Heiliger Paulus

### Äußeres
Die kleine, nüchterne, barock-klassizistische Kirche liegt auf einem Hügel erhöht über der Erdbergstraße. Der Bau besteht aus einem klassizistischen kubischen Kirchenschiff mit Satteldach, an das im Osten ein barocker Trikonchenchor anschließt, der außen nur leicht geschwungen ist. Darüber erhebt sich ein niedriger Kirchturm.
Die Gliederung der Fassade und der Seitenwände ist flach gehalten. An den Ecken des Bauwerkes ist die Fassade durch breite und glatte Faschen gegliedert, die durch ein umlaufendes Gebälk verbunden werden. Die übrigen Mauerflächen sind etwas vertieft mit horizontalem Quaderputz. Die Eingangsseite ist übergiebelt. Das Rechteckportal und das im Halbkreis geschlossene Lünettenfenster werden zu beiden Seiten von Pilastern flankiert. Unterhalb der Halbkreisfenster der Eingangsseite und der Seitenwände zieht sich im Quaderputz ein Kaffgesims durch. An den beiden Seitenwänden ist jeweils ein Nebeneingang. Das Gebälk am Kirchenschiff zieht sich an den seitlichen Konchen des Chorraumes fort. Die mittlere, vom Turm überhöhte Konche ist entsprechend der ursprünglichen barocken Choranlage etwas niedriger. An den seitlichen Konchen ist jeweils ein kleines Rundbogenfenster und an der Apsis zwei ovale Fensteröffnungen. Der Kirchturm überragt den Chor um ein Geschoß, das an allen vier Seiten durch halbrund geschlossene Schallfenster geöffnet ist. Über reich profilierten und stark vorspringenden Gesimsen erhebt sich der geschwungene Turmhelm. In den friesartigen Zwischenräumen der Gesimses sind auf jeder Seite Turmuhren eingelassen. Zum Hauptportal führt eine neunstufige Steintreppe. Auf der obersten Treppe neben dem Hauptportal stehen zwei Steinfiguren aus Kalkstein. Sie stellen die Heiligen Petrus und Paulus dar. Die rund 150 cm hohen Statuen stammen aus dem Jahr 1735.

### Inneres
Auf beiden Seiten des Langhauses sind seitenschiffähnliche Räume, die untereinander durch Durchgänge verbunden und oben zu Emporen ausgestaltet sind. Das Kirchenschiff wird durch mächtige Pfeilerpaare in zwei Joche und eine Vorhalle geteilt. Die einzelnen Abschnitte des Kirchenschiffes werden durch Gurtbögen voneinander abgeteilt. Über Langschiff und Chor ist böhmisches Platzlgewölbe. Von der Vorhalle führen zu beiden Seiten Treppen auf die Empore. In den Seitenapsiden ist mit Hilfe von Lisenen ein 3/8-Chor angedeutet.

## Ausstattung
Hochaltar

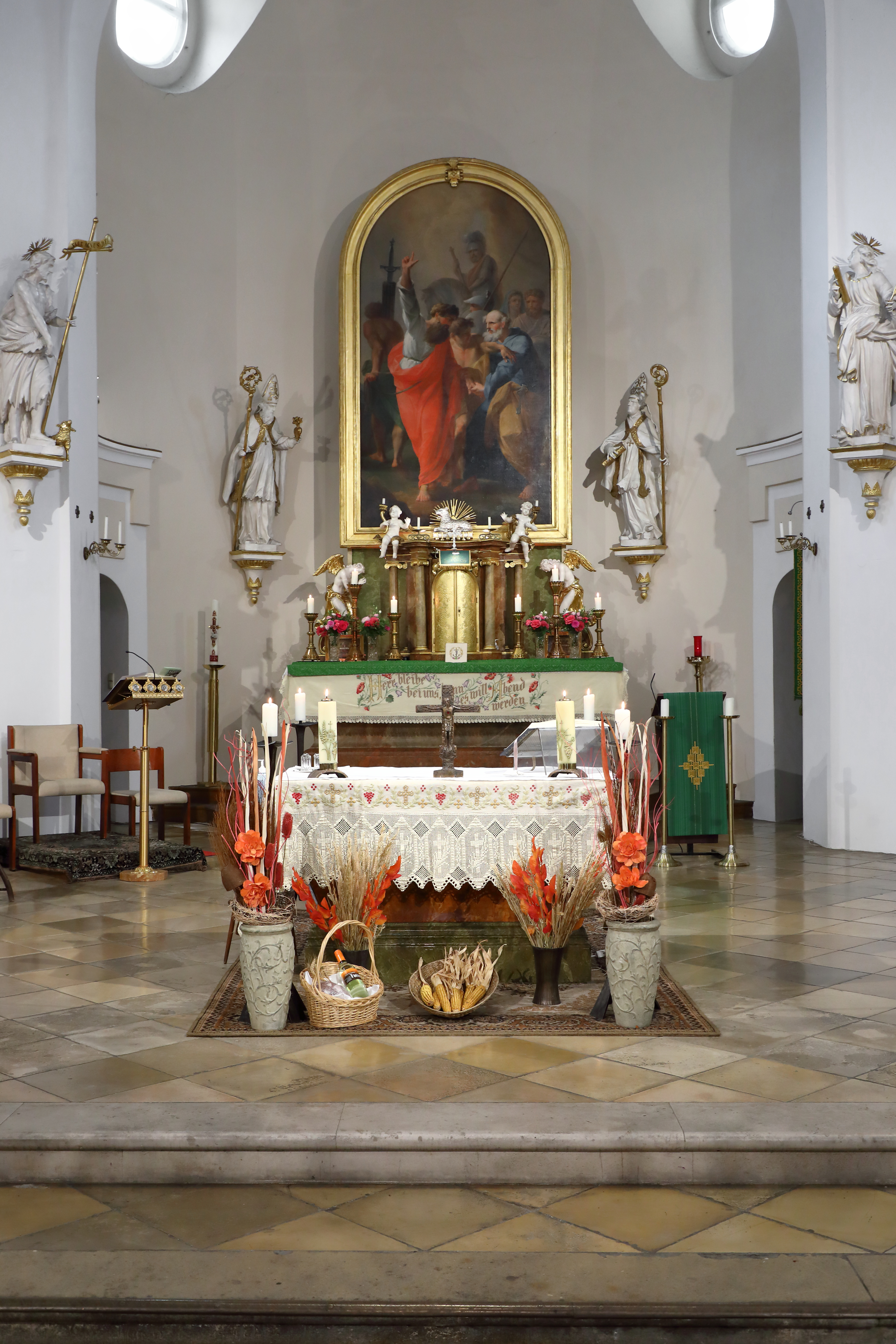
Hochaltar der Pfarrkirche

Auf einer sarkophagartigen Mensa ist ein Säulenretabel mit einem oval gerahmten Marienbild aufgebaut. Dieses ist eine Kopie des Bildes „Trösterin der Betrübten“ in der Wiener Kapuzinerkirche. Die Figuren am 50 × 70 cm großen Ölbild auf Leinwand sind mit Silberkronen bekrönt. Das Kunstwerk stammt aus dem späten 18. Jahrhundert. Der Rahmen des Bildes ist nach oben hin durch zwei fliegende Engel abgeschlossen, die eine Krone halten. Dieses Gnadenbild, das den Tabernakel bekrönt, überschneidet optisch den untersten Teil des großen, rundbogig abgeschlossenen Hochaltarbildes. Dieses einfach gerahmte Hochaltarbild über dem Tabernakel zeigt den „Abschied der Apostel Petrus und Paulus“. Dieses 300 × 120 cm große Ölbild auf Leinwand wurde von Georg Schilling gemalt und 1810 gestiftet. Auf beiden Seiten des Tabernakels knien anbetende Engel auf gestürzten Voluten und auf dem Tabernakel sitzen kerzenhaltende Putten. Der Tabernakelaufbau aus Holz ist marmoriert, die Rahmen und Ornamente vergoldet und die Figuren aus Holz in weißer Farbe gefasst.
Seitenaltäre im Chor
Im Chor stehen links und rechts zwei gegenüberstehende barocke Altaraufbauten. Beide bestehen aus einer sarkophagartigen Mensa und einem reich ausgestalteten Retabelaufbau. Auf der Mensa steht ein einfacher Säulentabernakel. Die Altarbilder an den Rückwänden werden jeweils seitlich von Pilastern flankiert. Diese werden nach oben hin mit einem Gebälk abgeschlossen und laufen unten seitlich jeweils in einer Volute aus. Die Pilaster sind jeweils durch einen reich geformten Volutengiebel verbunden. Auf der Vorderseite jedes Pilasters sind Konsolen, die Empire-Vasen tragen. Der Aufbau ist mit versilberten Wolken und Putten verziert. Beide Altäre stammen aus der Zeit um 1730. Die Altäre sind aus marmoriertem Holz, die Holzfiguren sind weiß gefasst.
Der linke Altar ist ein Marienaltar. Im Giebel ist ein offenes Buch mit der Inschrift: „Macula non est in te“ (lat.: „Es ist kein Makel an dir“). Das Altarbild stellt die „Unbefleckte Empfängnis“ dar. Das Ölbild aus der Mitte des 19. Jahrhunderts wurde auf Leinwand gemalt und hat die Maße 200 × 130 cm.
Der rechte Altar ist dem Herzen Jesu geweiht. In der Bekrönung ist ein apokalyptisches Buch mit sieben Siegeln dargestellt. Das Altarbild stellt das Herz Jesu dar. Das Ölbild vom Anfang des 20. Jahrhunderts wurde auf Leinwand gemalt und hat ebenfalls die Maße 200 × 130 cm.
Altäre in den Seitenschiffen
In den Seitenschiffen stehen spätbarocke, sarkophagförmige Mensen aus Holz. Auf der Mensa im rechten Seitenschiff steht eine spätbarocke Kreuzigungsgruppe aus bemaltem Holz. Dieses Werk vom Ende des 18. Jahrhunderts steht unter Glas.
Kanzel
Der Kanzelkorb hat einen kelchförmigen Aufbau und ist mit Palmetten geschmückt. Die Brüstung und der Treppenaufgang sind durch flache Pilaster gegliedert. In den drei Feldern der Brüstung befinden sich Inschriftentafeln. Auf dem leicht geschwungenen Kanzeldach sind Gesetzestafeln und sitzende Engelsfiguren, die verschiedene Attribute in Händen halten: Herz Jesu, Kelch und Kreuz sowie Zepter.
Das Holz der Kanzel ist marmoriert und die Gliederung vergoldet. Die Kanzel entstand Ende des 18. Jahrhunderts.
Sonstiges Inventar
Das Weihwasserbecken ist aus Holz und entstand Ende des 18. Jahrhunderts. Das Becken ist muschelförmig gerillt und steht auf einem Sockel.
Auf jeder Seite des Einganges steht jeweils ein Beichtstuhl. Der Mittelteil stammt aus dem 18. Jahrhundert, die Seitenteile wurden in späterer Zeit erneuert.
Auf einem Konsolentischen neben dem rechten Seitenaltar befindet sich an der Vorderseite ein vergoldetes Relief aus Holz, das die „Anbetung der Heiligen Drei Könige“ darstellt. Es stammt aus dem späten 18. Jahrhundert. Im Chor stehen zwei weiß bemalte Statuen aus Holz, die die Heiligen Augustinus und Hieronymus darstellen. Diese ca. 150 cm hohen Statuen wurden um 1770 geschaffen. Im Langschiff stehen zwei weitere, zu den Kirchenvätern gehörige Figuren der Heiligen Johannes der Täufer und Maria.
In der Kirche hängt außerdem ein Gnadenbild der heiligen Maria von Eisenstadt. Dieses Ölbild auf Leinwand mit den Maßen 100 × 70 cm entstand in der ersten Hälfte des 18. Jahrhunderts.
Sakristei
Die Sakristei ist ein einfacher, innen stark modernisierter Bau aus dem 18. Jahrhundert mit neuerer Einrichtung. In der Sakristei steht eine Figur des Auferstandenen mit Fahne. Dieser ist aus bemaltem Holz, das teilweise vergoldet ist. Die 70 cm hohe Statue entstand um 1800.
Maria Magdalenen-Kapelle
Die Kapelle ist ein einfacher Raum mit einer flachen Decke. Die drei Holztüren mit Supraporten, die giebelförmig gestaltet sind, weisen reiche Rocailleornamentik auf und stammen aus dem späten 18. Jahrhundert.

## Orgel

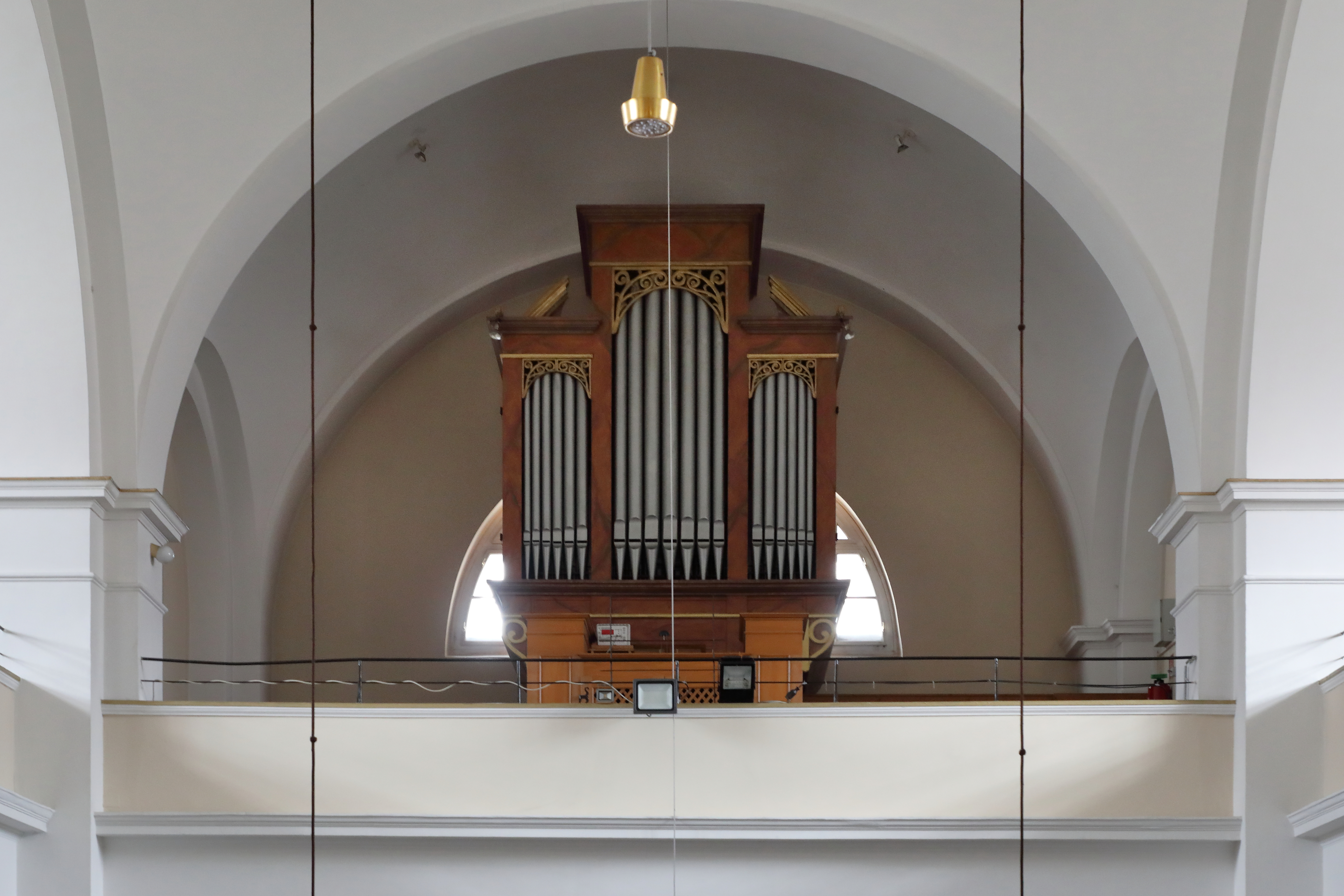
Orgel

Die ursprüngliche Orgel stammte aus der Werkstätte von Dreher & Flamm (1929–1953) aus dem Jahr 1931. Sie verfügte über 23 Register, auf zwei Manuale und Pedal. 1993 wurde das Werk durch die von Carl Billich für St. Johann ob Hohenburg im Jahr 1885 erbaute Orgel ersetzt. Die Aufstellung erfolgte durch Orgelbauer Franz Eisenhut.

## Glocken
|         | Ton | Umfang in cm | Gewicht in kg | Gussjahr                   | Inschrift | Anmerkungen                                      |
| ------- | --- | ------------ | ------------- | -------------------------- | --- | ------------------------------------------------ |
| Maria   | gis | 96           | 503           | nach dem Zweiten Weltkrieg | „Bitt, Mutter der Barmherzigkeit um Frieden, Brot und Himmelsfreud. Den Toten zweier Weltkriege. Die Pfarre Alt-Erdberg.“ |                                                  |
| Petrus  | h   | 80           | 292           |                            | „Sankt Peter, fester Glaubensturm, erfleh uns Mut im Zeitensturm!“                                                        |                                                  |
| Paulus  | cis | 68           | 160           | 1955                       | „Die große Lieb, die Dich gedrängt, Sankt Paul, die sei auch uns geschenkt. Alt-Erdberg 1955“                             |                                                  |
| Philipp | dis | 63           | 144           | 1922                       | | Benannt nach dem damaligen Pfarrer Philipp Hofer |